# Корона-в-Парламенті
Корона-в-Парламенті (англ. Crown-in-Parliament), або, залежно від того, хто править: «Королева-в-Парламенті» чи «Король-в-Парламенті»; повна назва у Сполученому Королівстві — «Корона в Парламенті під Богом» — офіційна назва британської законодавчої системи і джерело державної влади (тобто суверен) згідно з положеннями Вестмінстерської системи врядування.
Термін «Корона-в-Парламенті» має підґрунтям теорію «злиття повноважень» (англ. fusion of powers). Це ключове поняття Вестмінстерської системи, що розроблена в Англії і використовується у Співдружності та подекуди за її межами. Злиття повноважень означає, що виконавча влада і законодавча гілка державної влади злиті та діють разом, — на відміну від романо-германських країн, що сприйняли теорію розподілу влад.
«Корона-в-Парламенті» передбачає, що законодавча влада належить Монарху (Королю чи Королеві) спільно з Палатою Лордів і Палатою Громад. Палата Громад, більшість членів якої зазвичай підтримує керівну партію, володіє найбільшою політичною владою. Монарх зобов'язаний за порадою міністрів схвалювати усі Біллі. Після надання Королівської санкції (згоди) білль набуває чинності закону — парламентського акта (Act of Parliament).
Роль монарха як частини Парламенту підкреслюється в традиційній преамбулі, з якої починаються акти британського Парламенту:
|  | «Нехай так буде встановлено Її найяснішою Величністю Королевою, загалом і за порадою і за згодою лордів духовних і світських, і Громад, що в нинішньому парламенті зібралися, і їхньою ж владою, а саме…» Оригінальний текст (англ.) «BE IT ENACTED by the Queen's most Excellent Majesty, by and with the advice and consent of the Lords Spiritual and Temporal, and Commons, in this present Parliament assembled, and by the authority of the same, as follows…» |

Після промульгації акти парламенту переходять в розряд первинного законодавства (Primary legislation) — на відміну від делегованого, або вторинного законодавства (Delegated legislation) — підзаконних актів.
Роль монарха у створенні нового або зміні старого закону нині є чистою формальністю, однак за монархом залишається право висловити свою думку.
Система «Король-у-Парламенті» найбільш яскраво демонструється у щорічній церемонії відкриття нової сесії Парламенту, коли монарх особисто прибуває до Парламенту і виголошує тронну промову (Speech from the throne), адресовану обом палатам. Ця промова, написана Урядом, містить пропозиції Уряду по роботі Парламенту на майбутню сесію і перераховує біллі, які бажано розглянути і прийняти. У тронній промові Король традиційно вживає означення «мій Уряд». До проголошення промови Парламент не може почати свою роботу.
У Шотландському парламенті концепція «Короля-в-Парламенті» не визнається.